# Andaz (1949)
Andaz (Hindi: अंदाज़, andāz) ist ein erfolgreicher Hindi-Film von Mehboob Khan aus dem Jahr 1949.

## Handlung
Die reiche 19-jährige Neeta stürzt unglücklicherweise vom Pferd und rollt den Abhang hinunter. Zum Glück wird sie von Dilip, der sich in der Nähe aufhält, im letzten Moment gerettet. Sie bedankt sich bei ihm, doch Dilip ist so sehr von ihr beeindruckt, dass er sich mit ihr anfreundet. Seitdem stattet er Neeta Besuche ab und trifft sich auch mit ihren Freunden. Dies ist Neetas Vater Badriprasad ein Dorn im Auge, und er warnt seine Tochter davor sich auf Dilip einzulassen, da Dilip sich möglicherweise mehr als nur eine Freundschaft erhofft.
Eines Tages, auf der Geburtstagsfeier von Neetas bester Freundin Sheela realisiert Dilip, dass er sich in Neeta verliebt hat und versucht es ihr zu sagen. Wie das Schicksal es so will, stirbt Neetas Vater an diesem Tag an einem Herzinfarkt. Trost findet Neeta bei Dilip, die nun die Leitung der Firma Dilip überlässt. Dilip wiederum versteht dies als Zeichen der Liebe und will seine wahren Gefühle enthüllen. Doch in diesem Augenblick taucht ein Mann namens Rajan auf.
Rajan ist Neetas ehemaliger Chauffeur und kommt gerade aus London zurück. Dilip ist geschockt, als er erfährt, dass Rajan außerdem Neetas Verlobter ist. Schließlich heiraten die beiden kurz darauf. Jedoch ließ Dilip es sich nicht nehmen noch am Hochzeitstag seine Liebe zu Neeta zu offenbaren. Nun ist Neeta völlig zerstreut, da sie in Dilip nur einen guten Freund sah.
Dieses Liebesgeständnis hinterlässt einige Spuren in der Ehe von Neeta und Rajan. Obwohl Neeta mittlerweile eine Tochter zur Welt gebracht hat, ist Rajan eifersüchtig, da er glaubt Neetas Herz gehöre Dilip und eine Affäre vermutet.
Langsam eskaliert die Situation und es kommt zu einem großen Streit zwischen Dilip und Rajan. Dilip, der sich dabei eine schwere Verletzung zugezogen hat, wendet sich an Neeta, die ihn allerdings erschießt. Neeta wird verhaftet. Bei den Gerichtsverhandlungen weigert sich Rajan Neeta zur Hilfe zu kommen. Im Gegenteil: seine Zeugenaussage entspricht der Wahrheit. Somit lautet das Urteil lebenslänglich.
Erst später kommt Rajan dahinter, dass Neeta nur ihn geliebt hat. Bei einem Gefängnisbesuch verspricht er Neeta sie zu unterstützen. Außerdem will er die gemeinsame Tochter vor den gleichen Fehlern seiner Ehefrau bewahren. Neeta ist nun bewusst geworden, dass ihr all dies erspart geblieben wäre, wenn sie damals die Warnung ihres Vaters ernst genommen hätte.

## Kritiken
Melodram, das die Schlüsselfigur einer Frau dazu benutzt, die widersprüchliche Aussage, dass das neue, unabhängige Indien die kapitalistische Modernisierung wertschätzen und gleichzeitig feudale Familientraditionen und moralische Werte aufrechterhalten solle, zu dramatisieren.

## Sonstiges
Dies ist der einzige gemeinsame Film der drei Superstars Raj Kapoor, Dilip Kumar und Nargis.
Die Interpreten der Filmsongs sind Shamshad Begum, Lata Mangeshkar, Mukesh und Mohammed Rafi. Insbesondere die von Mukesh gesungenen Naushad-Stücke Hum aaj kahin dil kho baithe, Tu kahe agar und Jhoom jhoom ke nacho aaj machten den Film zu einem großen Musical-Erfolg. Die Songtexte stammen von Majrooh Sultanpuri.